# هارولد دبليو. دودز
هارولد دبليو. دودز (بالإنجليزية: Harold W. Dodds) هو بروفيسور أمريكي، ولد في 28 يونيو 1889 في Utica, Pennsylvania ‏ في الولايات المتحدة، وتوفي في 25 أكتوبر 1980 في هايتستاون في الولايات المتحدة.

## وصلات خارجية
- هارولد دبليو. دودز على موقع إن إن دي بي (الإنجليزية)